# 大無謂
《大無謂》是一部由關信輝執導的電影，2004年上映。由關智斌、張致恆、蔡卓妍、鍾欣潼主演。

## 故事大綱
炒粉(張致恒)和細兜(關智斌)與一般屋村少年無異,都是終日無所事事、不務正業。一日得罪了餐廳太子爺鬚刨(張達明)，鬚刨遂到學校裏找晦氣，此時黑社會頭目笠哥(陳惠敏)正在學校找演員就阿公漢哥(呂良偉)與蛇彪之間的事到酒樓「哂馬」，炒粉和細兜因請纓成為臨記一員，而不知鬚刨到學校找晦氣。二人被笠哥帶到「社團會議」，最後炒粉和細兜竟從數百會眾中，抽中死簽為阿公辦事。兩人雖然只是臨記，但因生性膽小及社團勢力，唯有硬著頭皮接受這個「光榮任務」。他們拿著漢哥給了他們三十萬安家費，並著兩人於黎明前完成「光榮任務」。他們商量後決定以用這些錢來完成各人心願...往砵蘭街追踪蛇彪途中，遇上性格囂張的軍裝警察David(劉以達)，他們遂把其綁起，並用他的制服及配備冒警，他們再去找鬚刨算賬，受了一些「男人之苦」後逃離。最後他們回家見家人「最後一面」後頓悟，而細兜更勇敢地向炒粉之妹Candy(郭善珩)示愛，但距離執行「光榮任務」的時間已近。炒粉決定獨自除去蛇彪來完成「光榮任務」但細兜為了兄弟而與炒粉共同進退，終到二人行動時間，卻遇上圍捕蛇彪的特別任務連……

## 角色
- 關智斌－細兜
- 張致恆－炒粉
- 蔡卓妍－Twins
- 鍾欣潼－Twins
- 郭善珩－Candy
- 呂良偉－漢哥
- 陳惠敏－笠哥
- 劉以達－David
- 張達明－鬚刨

## 外部連結
- 開眼電影網上《大無謂》的資料（繁體中文）
- 豆瓣电影上《大無謂》的資料 （简体中文）
- 时光网上《大無謂》的資料（简体中文）
- AllMovie上《大無謂》的资料（英文）
- 爛番茄上《大無謂》的資料（英文）
- 香港影庫上《大無謂》的資料（繁體中文）
- 互联网电影数据库（IMDb）上《大無謂》的资料（英文）